# Đụng tường

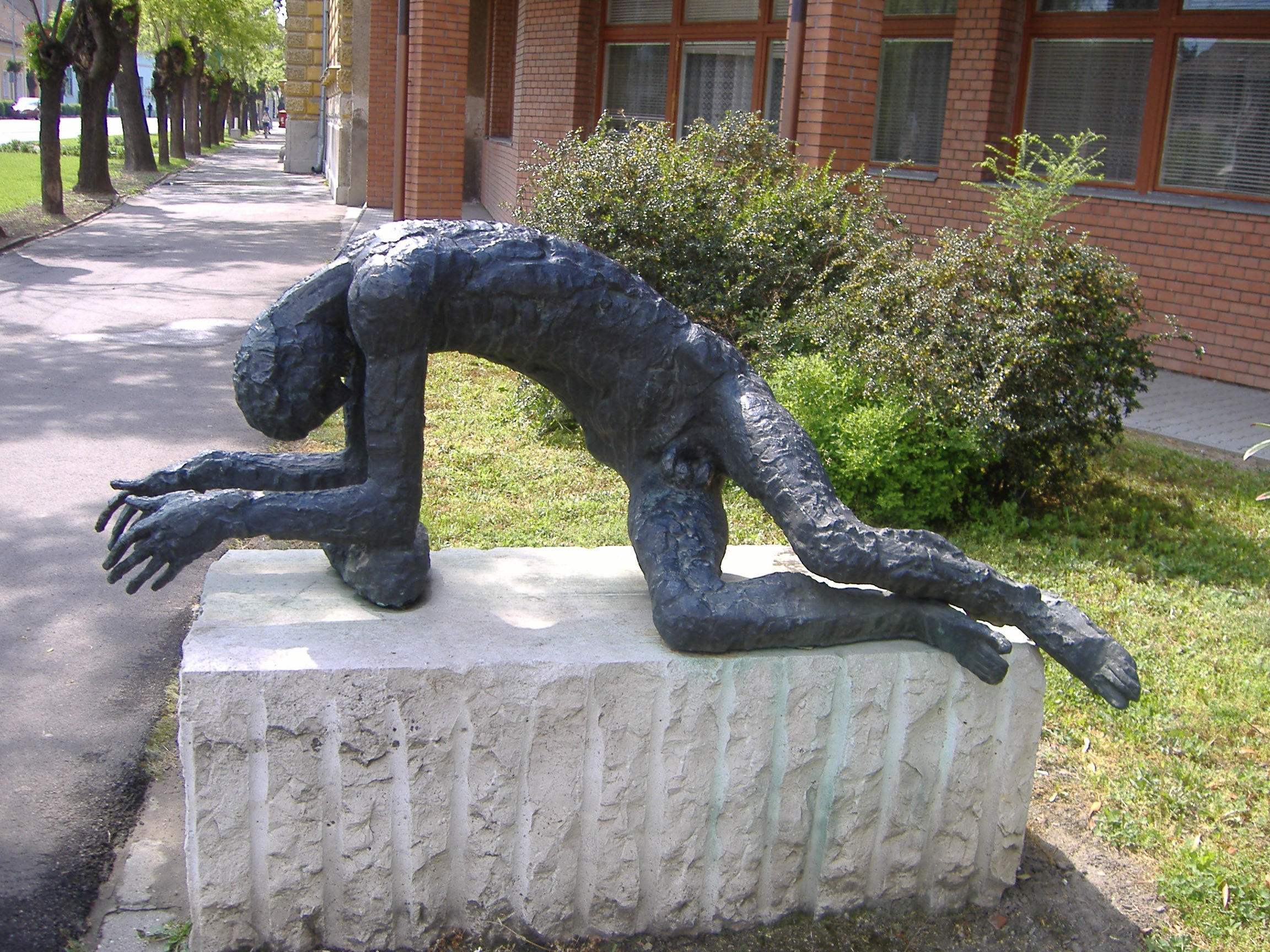
Bức tượng "Người mệt nhoài" (Megfáradt ember trong tiếng Hungary), đề cập đến bài thơ của Attila József. Đây là tác phẩm của József Somogyi.

Trong sức bền các môn thể thao như đạp xe đường dài và chạy bộ đường dài, đụng tường là tình trạng đột ngột mệt mỏi và mất năng lượng do cạn kiệt glycogen dự trữ trong gan và cơ. Các trường hợp nhẹ hơn có thể được khắc phục bằng cách nghỉ ngơi ngắn và ăn thức ăn hoặc đồ uống có chứa carbohydrate. Mặt khác, nó có thể được khắc phục bằng cách đạt được hô hấp lần thứ hai bằng cách nghỉ khoảng 10 phút hoặc bằng cách giảm tốc độ đáng kể và tăng tốc độ từ từ trong khoảng thời gian 10 phút. Mười phút là khoảng thời gian cần thiết để axit béo tự do sản xuất đủ ATP để đáp ứng nhu cầu gia tăng..
Có thể tránh được tình trạng này thường bằng cách đảm bảo rằng mức glycogen cao khi bắt đầu tập luyện, duy trì mức glucose trong khi tập luyện bằng cách ăn hoặc uống các chất giàu carbohydrate hoặc bằng cách giảm cường độ tập luyện.
Cơ xương chủ yếu dựa vào glycogenolysis trong vài phút đầu tiên khi nó chuyển từ trạng thái nghỉ ngơi sang hoạt động, cũng như trong suốt hoạt động hiếu khí cường độ cao và tất cả các hoạt động kỵ khí. Việc thiếu glycogen gây ra lượng dự trữ ATP thấp trong các tế bào cơ đang tập luyện. Cho đến khi đạt được hô hấp lần thứ hai (tăng sản xuất ATP chủ yếu từ axit béo tự do), các triệu chứng của dự trữ ATP thấp khi tập luyện cơ do cạn kiệt glycogen bao gồm: mỏi cơ, cơ chuột rút, đau cơ nhịp tim nhanh không phù hợp khi tập thể dục (nhịp tim nhanh), khó thở (khó thở) hoặc thở nhanh (thở nhanh), phóng đại tim mạch phản ứng với tập thể dục (nhịp tim nhanh & khó thở/thở nhanh). Tim cố gắng bù đắp cho sự thiếu hụt năng lượng bằng cách tăng nhịp tim để tối đa hóa việc cung cấp oxy và nhiên liệu từ máu đến các tế bào cơ để phosphoryl hóa oxy hóa.
Không có glycogen trong cơ, điều quan trọng là phải bước vào cơn gió thứ hai mà không đi quá nhanh, quá sớm cũng như không cố gắng vượt qua cơn đau. Đi quá nhanh, quá sớm khuyến khích chuyển hóa protein hơn chuyển hóa chất béo và đau cơ trong trường hợp này là kết quả của tổn thương cơ do dự trữ ATP thấp nghiêm trọng.